# Connee Boswell
Connee Boswell (Kansas City, 1907. december 3. – Manhattan, 1976. október 11.), amerikai énekesnő.
A vokális dzsessz egyik újítója Connee Boswell volt. Ő − és nővérei, Martha és Helvetia (The Boswell Sisters) − szenzációt jelentettek az 1930-as évek elején azzal, hogy ötvözték a popzenét, a dzsesszt, a swingelést − saját magukkal. Amikor a Boswell Sisters megszűnt, Connee egymaga olyan karriert épített fel magának, amelyben már könnyedén megbirkózott a blues-zal és a dzsesszel.

## Pályafutása

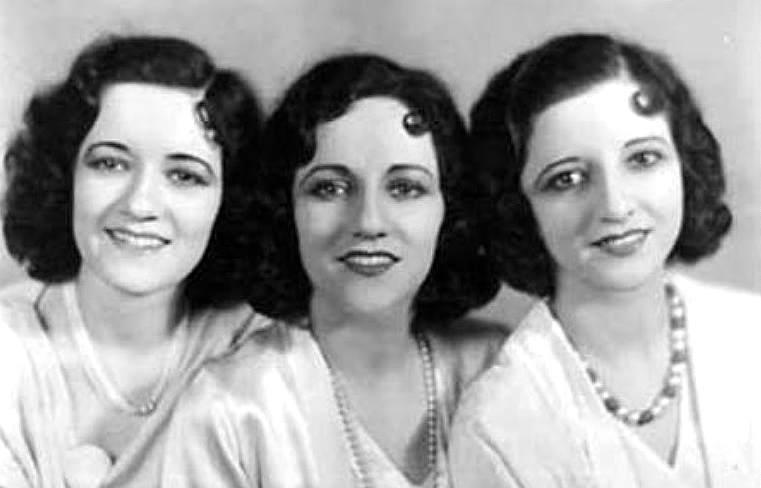
Martha, Connee, Helvetia

Connee Boswell 1907-ben született, Constance Boswellként. Connie-nak, később  Connee-nak írta le nevét. Testvéreivel, (Martha és Helvetia: „Vet”) muzsikus családban nőttek fel, a New Orleans-i zene bűvöletében. Gyerekkorában Connee-t gyermekbénulás sújtotta, ami végleg tolószékhez kötötte.
A három fehér nővér magába szívta a körülöttük lüktető zenei hatásokat, az európai klasszikus zenétől a fekete gospelen át a az akkoriban kibontakozó dixielandig. A három Boswell nővér intenzíven muzsikált, csellón, zongorán és hegedűn játszottak; aztán hamarosan már énekeltek és saját feldolgozásokat is írtak. 1925-ben kezdték a szakmát utazó vaudeville színpadokon való fellépéssel, majd felvettek néhány dalt az RCA Recordsnál, köztük köztük Martha Boswell saját dalát is (Nights When I Am Lonely).
1920-as évtized végére Los Angelesben telepedtek le. 1930-ban készültek első, igazán profi felvételeik, például a „Gee, But I'd Like To Make You Happy”.
1931-ben a Boswell Sisters találkozott Bing Crosbyval. Ez döntő jelentőségű volt pályájukra. Bing Crosby akkor lett a CBS rádió sztárja, és a nővérek ő támogatásával bekerültek a rádióba, filmekben szerepeltek és felvételeket készítettek a Brunswick Recordsnak.
A Boswell Sisters hangzása teljesen újszerű volt. Megváltoztatták a dallamokat, a tempót, hol gyorsítottak, hol lassítottak, és közben megtartották a swing érzést; és tökéletesen szinkronban maradtak. A középpontban mindig Connee − és a hangja − volt.
1934 körül Connee Boswell önállósuló előadói törekvései megártottak a triónak. 1936-ra a nővérek végleg elváltak öt rövid évnyi siker után. Connee barátját, Bing Crosby  útját követve szólókarrierbe kezdett. 1936-ban Connee már szólósztár volt. A másik két lány férjhez ment.
1934-ben az akkor még tinédzser Ella Fitzgerald megnyerte az Apollo Színház amatőrversenyét egy Connee Boswell dallal. Ella később interjúkban elmondta, hogy Boswell volt az egyetlen énekes, aki hatással volt rá: „Mindig úgy próbáltam énekelni, mint ő... Connee olyan dolgokat csinált, amiket akkoriban senki más nem csinált.”
A Boswell Sisters hatással volt minden utánuk következő énekegyüttesre, az The Andrews Sisterstől a The Manhattan Transferig.

## Albumok
- 1952: Bing and Connee
- 1956: Connee
- 1957: Connee Boswell and the Original Memphis Five in Hi-Fi
- 1958: The New Sound of Connee Boswell: Sings the Rodgers & Hart Song Folio
- 1958: Connee Boswell Sings The Irving Berlin Song Folio
- 1989: An Evening with Connie Boswell
- 1996: Deep in a Dream
- 1997: Heart & Soul
- 2001: Moonlight and Roses
- 2006: Singing the Blues

### Emlékezetes dalok
- Swanee River
- Got The South In My Soul
- Roll On Mississippi Roll On
- Down Among The Sheltering Pines
- Louisiana Hayride
- It's Sunday Down In Caroline
- Down On The Delta
- Yes, Indeed
- Basin Street Blues
- Way Down Yonder in New Orleans
- They Can't That Away from Me
- Begin the Beguine
- Alexander's Ragtime Band

...

## Díjak
- Presidential Medal of Freedom
- If I Don’t’ Mean It (Grammy-díj jelölés)

## Filmek
- Connee Boswell az IMDb-n